# Lake Keilambete
Der Lake Keilambete ist ein Maar, das 4 km nordwestlich 140 m über Meereshöhe bei Terang in Victoria in Australien liegt.
Das Maar ist mit einem Kraterrand von 11 m Höhe kreisrund und hat einen Durchmesser von 2 Kilometern. Der Kraterrand besteht aus Tuff und der Krater ist 40 m tief. 
Sedimente aus dem Tertiär, wie toniger Kalkstein und Kalkstein, liegen in der Basís des Maars und an der Seeküste wie auch an den niedrigen Kraterrändern. Es gab keinen Lavaausfluss aus dem Vulkankrater. 
Untersuchungen ergaben, dass die Seehöhe und der Salzgehalt im Laufe der Zeit variierten und dass die Ablagerungen im Maar auf ein Alter von 30 000 Jahren datiert werden konnten.
In der Umgebung des Kraters wird Viehwirtschaft betrieben und in einem Steinbruch Tuff und Kalkstein abgebaut. Im Steinbruch ist das Profil des Tuffrings erkennbar, ein weiterer Betrieb sollte in eingeschränkter Form erfolgen, um zu vermeiden, dass der Kraterrand zerstört wird.